# Ana Paula Oliveira
Ana Paula Oliveira (Hortolândia, 26 maggio 1978) è un arbitro di calcio brasiliana.

## Carriera sportiva
Ana Paula Oliveira si è avvicinata all'arbitraggio già a 14 anni quando aiutava il padre, arbitro dilettante, in alcuni tornei della regione di Hortolândia. È entrata nelle file dei direttori di gara brasiliani, come guardalinee, nel 1998.
La sua abilità nel segnalare i fuorigioco ha dato vita a un curioso dibattito. Un telecronista di Rede Globo, Arnaldo Cezar Coelho, ha affermato che gli studi degli oftalmologi mostrano che le donne hanno una visione periferica migliore rispetto agli uomini e per questo Ana Paula avrebbe un vantaggio rispetto ai colleghi di sesso maschile nel discernere se un giocatore è o meno in fuorigioco. Da parte sua, Oliveira ha invece detto di essere aiutata da un buon udito che le permette di individuare il momento preciso in cui il pallone viene calciato concentrando l’attenzione visiva sulle posizioni dei giocatori.
Nel 2001 ha fatto il suo esordio nella serie A-1 (campionato paulista). Nel 2003 è stata guardalinee nella finale del campionato paulista, nel 2004 in un quarto di finale del torneo femminile delle Olimpiadi di Atene (Usa – Giappone 2-1), nel 2005 in un ottavo di finale della Copa Libertadores, nel 2006 nella finale della Coppa del Brasile.
Nonostante questo brillante inizio di carriera, alcuni errori commessi tra il 2006 e il 2007, e in particolare quelli relativi a due gol annullati al Botafogo nella semifinale della Coppa del Brasile del 2007, costati alla squadra l'eliminazione a vantaggio del Figueirense, l'hanno fatta retrocedere nelle partite di quarta divisione.

## Altre attività
Ana Paula Oliveira è conosciuta anche per il suo impegno sociale, in particolare per l'uguaglianza delle donne nel mondo del lavoro e dello sport.
Nel 2007 ha accettato di posare nuda per l'edizione brasiliana di Playboy. Dopo questo fatto, è stata esclusa dalla “lista d'élite” della FIFA nella quale era da tre anni.